# París-Roubaix 2013
La París-Roubaix 2013 fue la 111.ª edición de esta clásica ciclista. Se disputó el domingo 7 de abril de 2013, entre Compiègne y el velódromo André Pétrieux de Roubaix, sobre 257,5 km en los que pasaron 27 sectores (repartidos en un total de 52,6 km) de pavé,
La prueba perteneció al UCI WorldTour 2013.
Participaron en la carrera 25 equipos. Los 19 de categoría UCI ProTeam (al ser obligada su participación); más 6 de categoría Profesional Continental (el Bretagne-Séché Environnement, Bretagne-Schuller, Cofidis, Solutions Crédits, IAM Cycling, Sojasun y Team Europcar). Formando así un pelotón de 200 ciclistas (el límite de ciclistas para carreras profesionales) aunque finalmente fueron 199 tras la baja de última hora de Alexander Serebryakov (Euskaltel Euskadi) por un positivo, con 8 corredores cada equipo (excepto el mencionado Euskaltel Euskadi que salió con 7), de los que acabaron 118.
El ganador fue el máximo favorito, el suizo Fabian Cancellara, que de esa forma conseguía su tercera victoria en una clásica en 2013 (días previos ganó la E3 Prijs Vlaanderen-Harelbeke y el Tour de Flandes). A su vez, esta fue la tercera victoria de Cancellara en esta clásica, habiendo ganado en 2006 y 2010. A 23 km de la llegada Fabian atacó y tras realizar una gran remontada junto a Zdeněk Štybar alcanzó al grupo cabecero compuesto además por Sep Vanmarcke y Stijn Vandenbergh; sin embargo, Vandenbergh y Štybar, casualmente compañeros de equipo, quedaron rezagados por caídas provocadas por los espectadores en terreno adoquinado situado a 16 km (Carrefour de l'Arbre) y 14 km (Gruson) de la llegada respectivamente, consiguiendo imponerse Fabian a Vanmarcke en el sprint del dúo cabecero. Tercero fue Niki Terpstra que encabezó, a 31 segundos, un trío perseguidor.

## Clasificación final
| Posición | Ciclista            | Equipo                  | Tiempo          |
| -------- | ------------------- | ----------------------- | --------------- |
| 1.       | Fabian Cancellara   | RadioShack Leopard      | 5 h 45 min 33 s |
| 2.       | Sep Vanmarcke       | Blanco                  | m.t.            |
| 3.       | Niki Terpstra       | Omega Pharma-Quick Step | a 31 s          |
| 4.       | Greg Van Avermaet   | BMC Racing              | m.t.            |
| 5.       | Damien Gaudin       | Europcar                | m.t.            |
| 6.       | Zdeněk Štybar       | Omega Pharma-Quick Step | a 39 s          |
| 7.       | Sebastian Langeveld | Blanco                  | m.t.            |
| 8.       | Juan Antonio Flecha | Vacansoleil-DCM         | m.t.            |
| 9.       | Alexander Kristoff  | Katusha                 | a 50 s          |
| 10.      | Sébastien Turgot    | Europcar                | m.t.            |